# Helenio Herrera
Helenio Herrera Gavilán (10. dubna 1910 Buenos Aires – 9. listopadu 1997 Benátky) byl fotbalista a trenér argentinského původu.
Narodil se v Buenos Aires, jeho otec byl anarchistický emigrant z Andalusie. Když bylo Heleniovi deset let, rodina se přestěhovala do Casablancy, která tehdy patřila Francii. Herrera začal s profesionálním fotbalem v roce 1931 v Racingu Casablanca, později hrál na pozici obránce francouzskou nejvyšší soutěž, s Red Star FC vyhrál v roce 1942 Francouzský fotbalový pohár, byl také na dva zápasy povolán do francouzského národního týmu.
Od roku 1944 byl hrajícím trenérem v CSM Puteaux, prvního trenérského úspěchu dosáhl, když dovedl Atlético Madrid k zisku španělského titulu v letech 1950 a 1951. V roce 1957 obsadil s klubem Sevilla FC překvapivé druhé místo v lize, poté působil v FC Barcelona, která získala díky němu mistrovské tituly v letech 1958 a 1959, vyhrála Copa del Rey 1959 a Veletržní pohár 1958 a 1960 (u odvety finále v roce 1960 už ale nebyl, protože byl odvolán po vyřazení z PMEZ v semifinále s Realem Madrid). Byl trenérem španělské reprezentace na mistrovství světa ve fotbale 1962, kde jeho tým vypadl v základní skupině. Nejvíce se proslavil jako kormidelník Interu Milán, který byl v šedesátých letech zvaný „Grande Inter“: vyhrál italskou ligu 1963, 1965 a 1966, Pohár mistrů evropských zemí 1964 a 1965 a Interkontinentální pohár 1964 a 1965. Jeho dalším působištěm byl AS Řím, s nímž vyhrál v roce 1969 Coppa Italia. Trenérskou kariéru zakončil opět v Barceloně, kterou dovedl v roce 1981 k pohárovému vítězství. Herrera zvaný H.H. byl proslulý svými svéráznými psychologickými metodami, důrazem na fyzickou přípravu hráčů a taktikou vycházející ze zajištěné obrany.
UEFA ho v roce 2017 zařadila mezi deset nejlepších trenérů všech dob.